# Eublemma decora
Eublemma decora là một loài bướm đêm trong họ Erebidae.